# Because
Because (englisch für „weil“, „denn“) ist ein Lied der Beatles, das 1969 auf dem Album Abbey Road erschien. Der dreistimmige Gesang wurde dreimal aufgenommen, sodass letztlich neun Gesangsstimmen zu hören sind.

## Komposition
John Lennon berichtete später, dass die Grundstruktur von Because entstand, als ihm seine Ehefrau Yoko Ono am Klavier die Mondscheinsonate von Ludwig van Beethoven vorspielte. Lennon schlug ihr vor, die Akkordfolge rückwärts zu spielen, woraus letztlich Because entstand.
Zum spärlichen Text von Because meinte Lennon, dass er für sich selbst spreche und keine obskuren Hinweise enthalte. Als Copyright ist Lennon/McCartney angegeben.

## Aufnahme
Am 1. August 1969 nahmen die Beatles in den Abbey Road Studios in London die Musik für Because auf. Das Lied wird von einem elektrischen Cembalo (gespielt vom Produzenten George Martin) eingeleitet. Nach wenigen Takten setzt die von John Lennon gespielte E-Gitarre ein; später wird das Arrangement noch durch einen E-Bass (gespielt von Paul McCartney) erweitert. Im Anschluss nahmen Lennon, McCartney und George Harrison den dreistimmigen Gesang für Because auf.
Am folgenden Tag wurde der dreistimmige Gesang noch zwei weitere Male aufgenommen, sodass der Gesang nunmehr aus insgesamt neun Stimmen besteht.
Am 5. August 1969 wurde Because durch einen Overdub eines Moog-Synthesizers (gespielt von Harrison) komplettiert.
Der Beatles-Schlagzeuger Ringo Starr ist auf der Aufnahme nicht zu hören, jedoch schlug er bei der Aufnahme am 1. August 1969 die Hi-Hat als Taktgeber. Dies wurde allerdings nicht aufgenommen.
Because war das letzte Lied, das für das Album Abbey Road produziert wurde.

## Veröffentlichungen
- Am 26. September 1969 erschien in Deutschland das 15. Beatles-Album Abbey Road, auf dem Because enthalten ist. In Großbritannien wurde das Album ebenfalls am 26. September veröffentlicht, dort war es das zwölfte Beatles-Album. In den USA erschien das Album fünf Tage später, am 1. Oktober, dort war es das 18. Album der Beatles.
- Eine A-cappella-Version, bei der nur der neunstimmige Gesang zu hören ist, erschien im Oktober 1996 auf dem dritten Teil der Anthology-Reihe der Beatles.
- Die Fassung vom Album Anthology 3 ist auch auf dem Album Love als Opener verwendet worden, ist dort allerdings noch mit leisem Vogelgezwitscher von Across the Universe unterlegt und geht nahtlos in das Lied Get Back über.
- Am 27. September 2019 erschien die neuabgemischte 50-jährige Jubiläumsausgabe des Albums Abbey Road (Super Deluxe Box), auf dieser befindet sich die bisher unveröffentlichte Version Because (Take 1 / Instrumental).